# Ducat de Brunsvic-Lüneburg

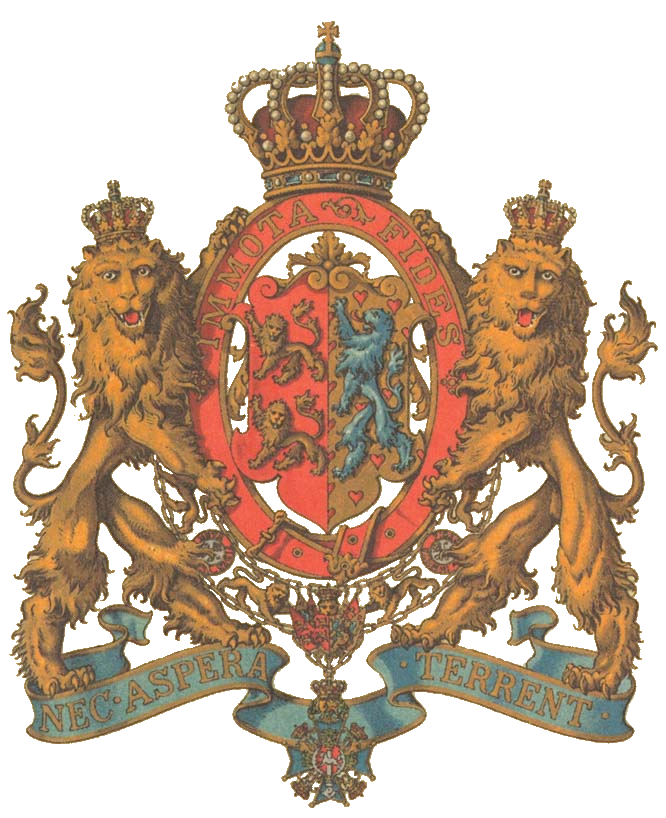
Armes dels Ducs de Braunschweig-Lüneburg.

El Ducat de Brunsvic-Lüneburg (en alemany, Herzogtum Braunschweig-Lüneburg) històricament va ser un estat del Sacre Imperi Romanogermànic des de l'edat mitjana fins a principis de l'era contemporània. En l'actualitat forma part del Land de la Baixa Saxònia a Alemanya. Tal com el seu nom indica, les principals ciutats d'aquest estat eren Brunsvic i Lüneburg. El primer monarca anglès de la Casa de Hannover, Jordi I de la Gran Bretanya era duc de Brunsvic-Luneburg i Príncep elector del Sacre Imperi, de la mateixa manera que tots els seus successors fins a l'abolició d'aquest Imperi el 1806, de la mà de Napoleó Bonaparte.

## Història
L'Estat va emergir de l'herència del primer estat saxó d'Enric el Lleó per les acaballes del s. XII. Enric va ser desposseït del seu títol de Duc de Saxònia per l'Emperador, però va retenir alguns títols saxons menors, com el de Lüneburg i el comtat de Brunswick i, que a la seua mort van passar a les seues descendents.
El primer va ser Otó el Nen, Duc de Brunsvic-Lüneburg, qui va exercir la seua regència des de 1235. Després de 1267 el ducat va ser dividit en dos estats parcials, com la línia de Lüneburg la de Wolfenbüttel (el qual més tard va tornar a subdividir-se). Tots aquests estats, no obstant això, estaven regits per membres de la Casa de Welf (descendents d'Enric el Lleó) i mantenien estretes relacions entre si. Amb el temps, els centres de poder passaren de Brunsvic i Lüneburg a Celle i Wolfenbüttel.
Mentre que en total existien com una dotzena de subdivisions dins del que anara l'Estat de Brunswick-Luneburg, alguns d'elles eren només de caràcter dinàstic, i no estaven reconeguts com a Estats de l'Imperi. En el Reichstag de 1792, només les següents quatre subdivisions de Brunswick-Lüneburg estaven representades:
- Calemberg
- Grubenhagen
- Luneburg-Celle
- Wolfenbüttel

Vers el 1705, solament dos ducs de Brunsvic-Lüneburg seguien governant els seus estats: un regent en Calemberg, Celle, i altres estats; i l'altre governant Wolfenbüttel. Coincidentment, el 1701, Jordi I d'Anglaterra, duc de Brunsvic-Lüneburg, s'introduí en la línia de successió al tron britànic, confirmat més tard el 1707 per l'Acta d'Unió. Així el rei Jordi creà una Unió personal de les dues corones el 20 d'octubre de 1714. Després de la dissolució del Sacre Imperi Romanogermànic el 1806, Calemberg-Celle i les seues possessions foren integrades pel Congrés de Viena al recentment creat estat de Regne de Hannover. Wolfenbüttel, per la seua banda, va continuar existint sota el nom de Ducat de Brunsvic.

## Ducs coneguts
- Otó I de Brunsvic-Lüneburg (1204-1252)
- Otó II de Brunsvic-Lüneburg (±1266-1330)
- Otó III de Brunsvic-Lüneburg (1204-1352)
- Guillem II de Brunsvic-Lüneburg (±1300-1369)
- Joan I de Brunsvic-Lüneburg (1242-1277)
- Albert I de Brunsvic-Lüneburg (1252-1269)